# Piano Island
Piano Island (englisch für Klavier-Insel) ist eine Insel vor der Ingrid-Christensen-Küste des ostantarktischen Prinzessin-Elisabeth-Lands. Sie gehört zu den Svennerøyane in der Prydz Bay und liegt 3 km westsüdwestlich der Hauptinsel Skipsholmen.
Das Antarctic Names Committee of Australia benannte sie 2021 in Erinnerung an die Tradition des Musizierens und Singens bei Antarktisexpeditionen zur Aufrechterhaltung des Gemeinschaftssinns ihrer Teilnehmer.